# Andromachos z Krety
Andromachos (I wiek) – grecki lekarz przyboczny cesarza Nerona. Wynalazł teriak, czyli antidotum przeciwko jadom zwierzęcym, które zawierało 61 składników. Opis jego sporządzania zachował się napisanym przez Galena poemacie elegijnym.